# Bundesstraße 264
Die Bundesstraße 264 (Abkürzung: B 264) verläuft heute von der belgischen Grenze beim Aachener Ortsteil Bildchen über die Lütticher Straße in Aachen nach Eschweiler und Düren bis nach Köln-Lindenthal, hier als Dürener Straße und endet an der Aachener Straße sowie Aachener Weiher.
Die alte, durchgehende Führung  war über Aachen-Haaren und Würselen-Broichweiden sowie Eschweiler-West bis Eschweiler-Ost. Diese Strecke wurde abgestuft und teilweise durch die L 136 bzw. L 223 ersetzt. Seit 2004 ist die B 264 zwischen Aachen-Europaplatz und der Ausfahrt Würselen-Broichweiden (A 44) unterbrochen. Seit dem 18. Dezember 2006 besteht die Ortsumgehung Eschweiler-Weisweiler mit neuer Brücke über die Inde. Aktuell stellen die Autobahnen A 544 und A 4 die Verbindung bis zum  Autobahnanschluss „Eschweiler-Ost“ her. 
Von November 2020 bis August 2023 wurde durch Planungsfehler eine Bahnbrücke mit zu eng liegenden Brückenpfeilern bei Gürzenich/Derichsweiler über die Schnellfahrstrecke Köln–Aachen gebaut. Für die überlaste Bahnstrecke, das seit Jahrzehnten ein drittes Gleis benötigt, blockieren die Pfeiler das dritte Gleis.
Auf belgischer Seite setzt sich die Bundesstraße 264 als Nationalstraße 3 über Kelmis und Lüttich bis nach Brüssel fort.

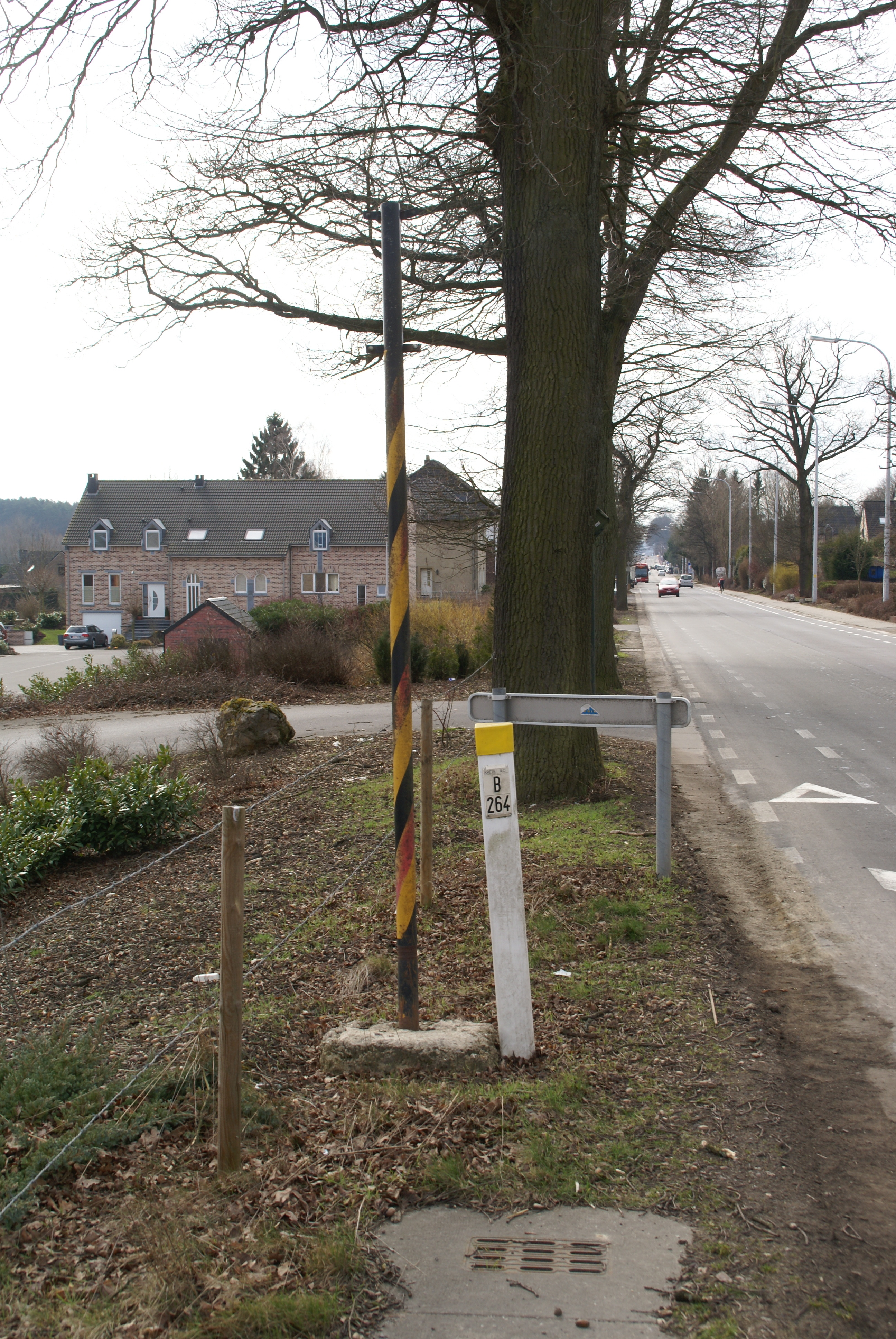
Beginn der B 264 an der Grenze zu Belgien (2010)
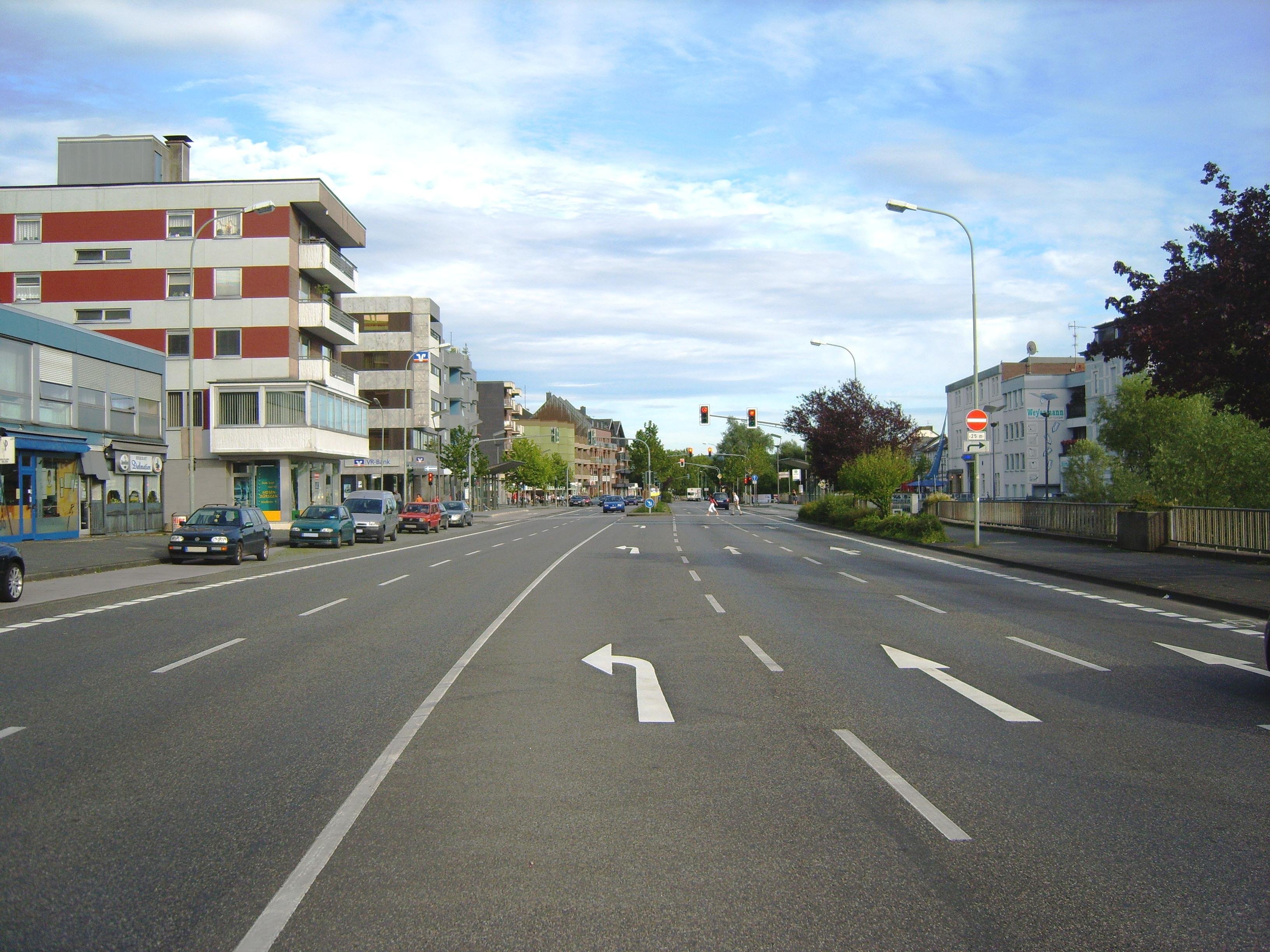
Ehemalige B 264, heute L 223 führt vierspurig durch Eschweiler
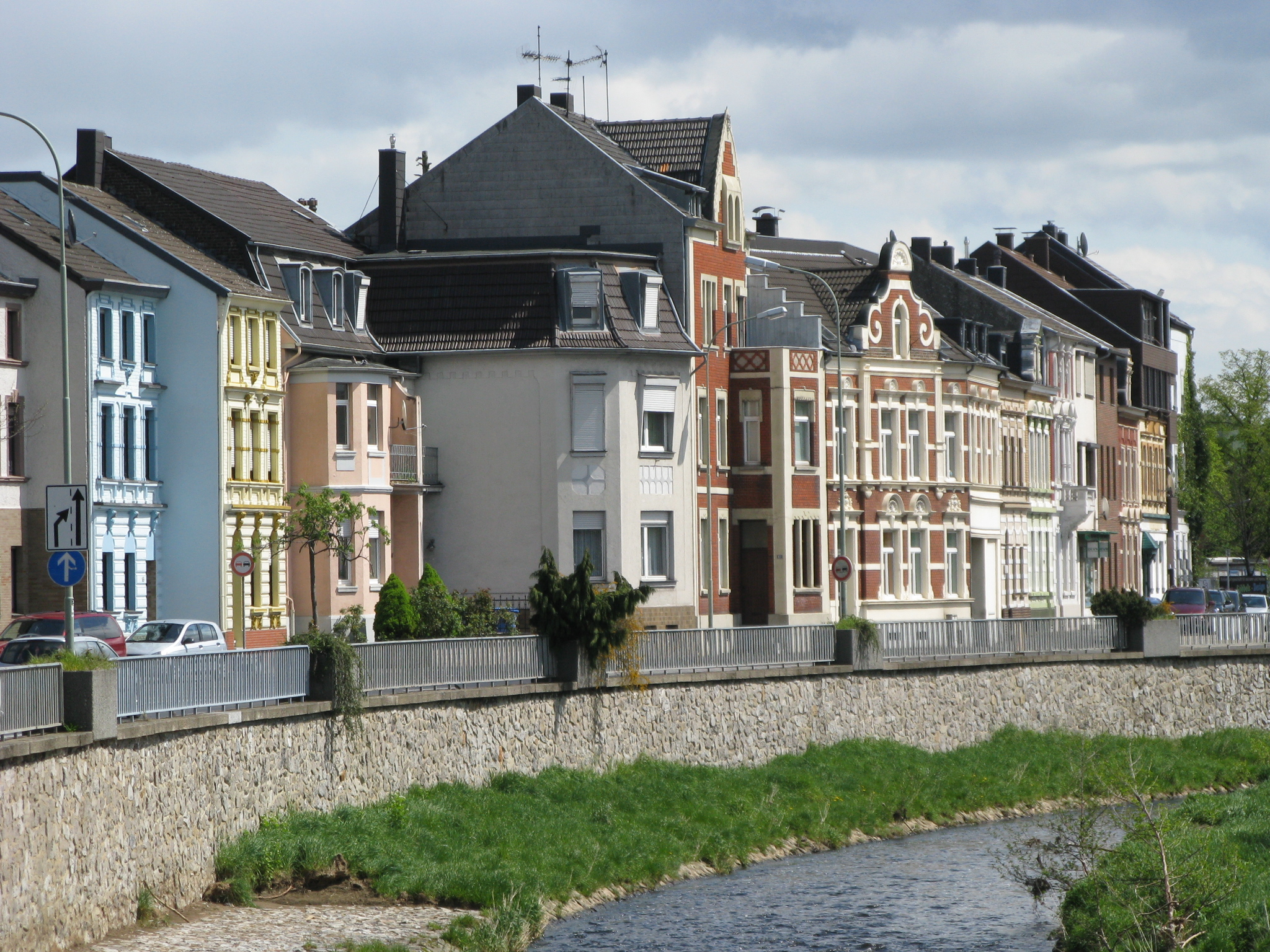
Ehemalige B 264 in Eschweiler. Im  Vordergrund die Inde und oberhalb der Uferstützmauer die frühere Bundesstraße